# Тајни трибунал из 1920.
Тајни трибунал из 1920. био је институција основана 1920. на Универзитету Харвард у циљу обрачунавања са хомосексуалацаима. На челу са тадашњим председником Аботом Лоренсом Лоуелом, суд су чинили и декан Честер Н. Гриноу, помоћник декана Едвард Р. Геј, и ректор Метју Лус. „Суд“ се састајао у тајности и вршио испитивања студената и универзитетских радника за које се сумњало да су хомосексуалци. Четрнаест мушкараца је проглашено "кривим": осам студената, један асистент и докторант, један дипломаца и четири мушкарца који немају везе са универзитетом. Сви студенти који су проглашени кривима искључени су са универзитета, у већини случајева трајно.

## Судске активности
Суд, који је у почетку био тајна чак и за кадар универзитета, брзо је означио једног од студената који се сматрао главним одговорним. У питању је био син конгресмена Ернеста Вилијама Робертса тада важне политичке личности у Вашингтону и Бостону. Млади Робертс, надајући се да ће ући на Харвардску медицинску школу, служио је током Првог светског рата у једној војној јединици.
Направљена је и листа студената за које се зна да су Робертсови пријатељи, а суд је наставио да позива оптужене на испитивање.
Студентима је наређено да се појаве чак и ако је то значило пропуштање завршног испита. У четвртак, 27. маја 1920, Кенет Деј је постао први оптужени који се појавио на суду. Од оптуженог су тражени детаљи о његовом сексуалном животу, укључујући и колико често је мастурбирао. Неки су позвани јер су виђени на забавама у Робертсовим собама, други су били оптужени од стране других.

## Откриће
Истрага универзитетских новина The Crimson је 2002. године открила кутију са списима који су били означени као „тајни суд“. Појавило се пет стотина докумената везаних за суд, а прича је испричана у недељнику Fifteen Minutes.